# Baie de Pegasus
La baie de Pegasus (en anglais : Pegasus Bay), autrefois connue comme l’erreur de Cook (Cook's Mistake), est une baie du nord de la péninsule de Banks, dans l'Île du Sud en Nouvelle-Zélande.

## Localisation

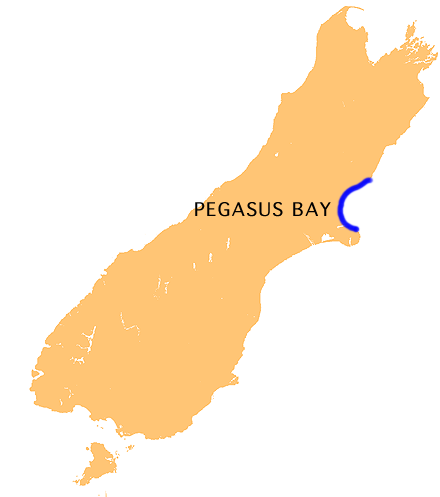
Localisation de la baie de Pegasus

La baie est formée d’une plage de sable, qui va de la Péninsule de Banks jusqu’à l’embouchure du fleuve Waipara. La ville de Christchurch est située à l’extrémité sud de la baie.

## Toponymie

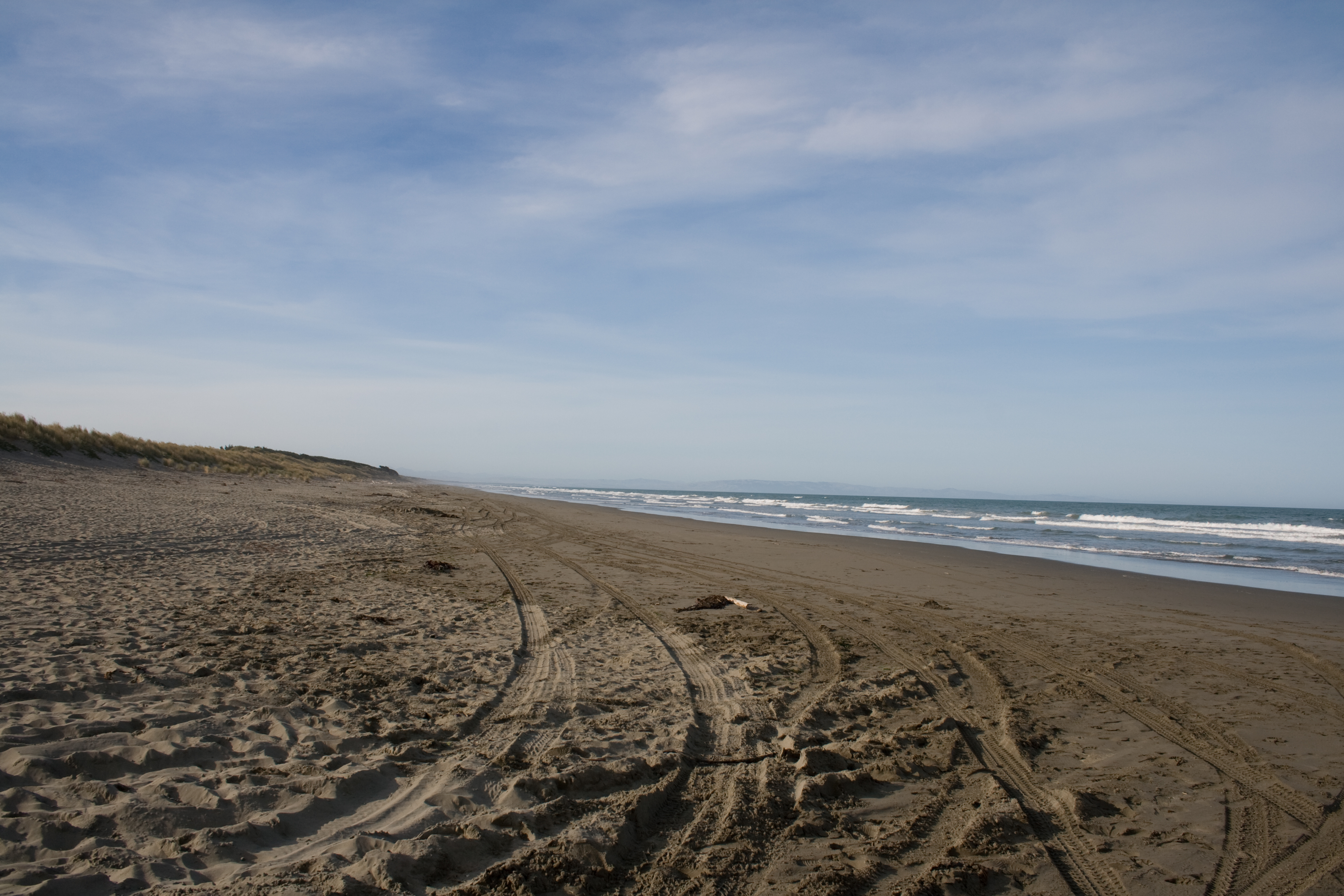
La plage de Spencer au niveau de la localité de Spencerville

The Pegasus était le nom du bateau, qui découvrit cette partie de l’Île du Sud de la Nouvelle-Zélande en 1809. Le premier maître du brick Pegasus, William Stewart, donna son nom à la baie de Pegasus.

## Histoire
Le capitaine Samuel Chase (à ne pas confondre avec son contemporain le Capitaine Samuel Rodman Chace) déposa une réclamation pour corriger la carte de James Cook déterminant que "Banks Island" était en fait une péninsule. C'est pourquoi, jusqu’en 1843, la baie fut connue comme l’erreur de Cook (Cook's Mistake). Plus tard, le “MV Pegasus Bay” fut aussi le nom final d’un porte-conteneurs, qui opéra pour différents propriétaires de 1978 à 2002. Il fut fabriqué sur le modèle des bateaux "Tri-ang" sous un autre nom, MV City of Durban.

## Faune
En dehors des dauphins (comprenant en particulier le Dauphin d'Hector espèce endémique, mais en grand danger car ne comportant plus qu’une cinquantaine d’individus), d’autres mammifères marins vivent là régulièrement ou visitent les eaux de la baie et en particulier les baleines telles que la baleine franche australe et les baleines à bosse. Elles sont connues pour migrer jusqu’à l’intérieur du golf,.

## Rivières
Les rivières se déversant dans la baie de Pegasus, en allant du nord au sud, sont:
- le fleuve Waipara
- le fleuve Ashley
- le fleuve Waimakariri
- la rivière Avon
- le fleuve Heathcote via le estuaire commun de la rivière Avon et du fleuve Healthcote (en)